# Tatyana Shikolenko
Pour les articles homonymes, voir Shikolenko.
Tatyana Shikolenko (russe : Татьяна Шиколенко, née le 10 mai 1968 à Krasnodar) est une athlète russe spécialiste du lancer du javelot.

## Carrière
Concourant sous les couleurs de l'URSS dans les années 1980, Tatyana Shikolenko se classe cinquième des Championnats d'Europe juniors 1985 et quatrième des Championnats du monde juniors 1986. Elle termine deuxième des Goodwill Games de 1990 derrière sa sœur ainée Natalya Shikolenko, puis remporte le concours des Universiade d'été 1991 disputés à Sheffield. Citoyenne de Biélorussie de 1991 à 1993, elle opte finalement pour la nationalité russe, son pays de naissance, à partir de 1994.
Elle remporte sa première médaille internationale en août 1998 en montant sur la deuxième marche du podium des Championnats d'Europe de Budapest avec 66,92 m, devancée en finale par l'Allemande Tanja Damaske. En 1999, Tatyana Shikolenko obtient une nouvelle médaille d'argent à l'occasion des Championnats du monde de Séville, derrière la Grecque Mirela Manjani. Elle réalise le meilleur lancer de sa carrière lors du Meeting Herculis de Monaco le 18 août 2000 avec 67,20 m. Figurant parmi les favorites des Jeux olympiques de Sydney, elle ne prend que la septième place finale avec 62,91 m.
Quatrième des Championnats d'Europe 2002, elle remporte la médaille d'argent des Championnats du monde 2003 de Paris-Saint-Denis, devancée une nouvelle fois par Mirela Manjani. En fin de saison 2003, Tatyana Shikolenko s'impose lors de la Finale mondiale d'athlétisme de Monaco avec un lancer à 64,47 m.
Elle a remporté à six reprises les Championnats de Russie, de 1997 à 2001 et en 2003.

## Palmarès
| Année | Compétition           | Lieu      | Place | Épreuve |
| ----- | --------------------- | --------- | ----- | ------- |
| 1991  | Universiade d'été     | Sheffield | 1re   |         |
| 1993  | Championnats du monde | Stuttgart | 4e    | 65,18 m |
| 1997  | Championnats du monde | Athènes   | 8e    |         |
| 1998  | Championnats d'Europe | Budapest  | 2e    |         |
| 1999  | Championnats du monde | Séville   | 2e    |         |
| 2002  | Finale du Grand Prix  | Paris     | 3e    |         |
| 2003  | Championnats du monde | Paris     | 2e    |         |
| 2003  | Finale mondiale       | Monaco    | 1re   | 64,47 m |